# Eleições parlamentares na Argélia em 2007
As eleições legislativas de 2007 na Argélia ocorrem no dia 17 de Maio de 2007. Nestas eleições serão escolhidos os 389 membros da Assembleia Popular Nacional (APN), pelas 48 províncias do país.
Concorrem a estas eleições 12.229 candidatos, divididos em 1.144 listas eleitorais que representam 24 formações políticas.

## Principais Partidos
Entre os principais partidos que se apresentam a estas eleições estão os três que formam a coligação no poder, com 541 candidatos cada.
| Partido                                         | Candidatos |
| ----------------------------------------------- | ---------- |
| Frente de Libertação Nacional (FLN)             | 541        |
| Reagrupamento Nacional Democrático (RND)        | 541        |
| Movimento da Sociedade pela Paz (MSP)           | 541        |
| Reagrupamento pela Cultura e a Democracia (RCD) | 539        |
| Partido dos Trabalhadores (PT)                  | 525        |
| Aliança Nacional Republicana (ANR)              | 525        |

A Assembleia que agora se dissolve é constituida da seguinte forma:
| Partido                                  | Deputados |
| ---------------------------------------- | --------- |
| Frente de Libertação Nacional (FLN)      | 199       |
| Reagrupamento Nacional Democrático (RND) | 47        |
| Movimento da Reforma Nacional (MRN)      | 43        |
| Movimento da Sociedade da Paz (MSP)      | 38        |
| Partido dos Trabalhadores (PT)           | 21        |
| Outros                                   | 41        |

## Resultados
Este acto eleitoral registou mínimos históricos de afluência às urnas naquele país. Apenas 35,65 % dos argelinos votaram.
A Frente de Libertação Nacional manteve-se como o partido mais votado, obtendo 136 dos 389 lugares da Assembleia Popular Nacional. A coligação que apoia o Presidente Abdelaziz Bouteflika, formada pela Frente de Libertação Nacional, pelo Reagrupamento Nacional Democrático (liberal) e pelo Movimento Sociedade de Paz (islâmico) mantém a maioria absoluta com 249 cadeiras, apesar de ter perdido 40 cadeiras em relação a 2002.
Estas eleiçõs foram ainda marcadas pela grande derrota do Movimento da Reforma Nacional (MRN) que passou de 43 deputados para apenas 3 e pelo regresso da Aliança pela Cultura e pela Democracia (RCD), que regressa ao parlamento depois de ter boicotado as legislativas de .2002.
A constituição da Assembleia passa, então, a ser a seguinte:
| Partido                                      | Deputados | +/- (face a 2002) |
| -------------------------------------------- | --------- | ----------------- |
| Frente de Libertação Nacional (FLN)          | 136       | - 63              |
| Reagrupamento Nacional Democrático (RND)     | 61        | + 14              |
| Movimento da Sociedade da Paz (MSP)          | 52        | + 14              |
| Partido dos Trabalhadores (PT)               | 26        | + 5               |
| Aliança pela Cultura e pela Democracia (RCD) | 19        | + 19              |
| Movimento da Reforma Nacional (MRN)          | 3         | - 40              |
| Outros                                       | 92        | + 51              |
| Total                                        | 389       | 0                 |